# Goswami

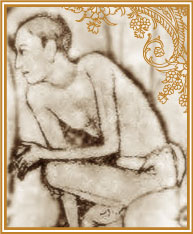
Rupa Goswami

Goswami is een titel voor sannyasins, volgelingen van de leer van Adi Shankaracharya.
De titel Goswami wordt ook wel Dash Nam genoemd, wanneer de groep van sannyasins verder onderverdeeld wordt in: Giri, Puri, Bharti, Ban, Aranya, Sagar, Math, Tirth, Yogi en Parwat. Deze dashnam Goswami's worden ook wel gekoppeld met de vier math (hiërarchieën) die door Adi Shankaracharya in de vier hoeken in India zijn gevestigd.
Goswami kan ook verwijzen naar een hindoe die uit de brahmaan-kaste stamt of naar een van de Zes Goswami's van Vrindavan.